# Frederick D. Gregory
Frederick Drew Gregory (nacido el 7 de enero de 1941) es un ex piloto de la Fuerza Aérea de los Estados Unidos, ingeniero militar, piloto de pruebas y astronauta de la NASA, así como ex administrador adjunto de la NASA. También se desempeñó brevemente como administrador interino de la NASA a principios de 2005, cubriendo el período entre la partida de Sean O'Keefe y la juramentación de Michael D. Griffin.

## Primeros años y educación
Frederick Gregory nació en Washington D. C. el 7 de enero de 1941. Francis A. Gregory, profesor y primer presidente negro del Consejo de Administración de la Biblioteca Pública de Washington D. C., fue su padre. Fue superintendente adjunto de las Escuelas Públicas de Washington. La Biblioteca del Barrio Francis A. Gregory lleva el nombre de su padre en señal de respeto. Su madre fue Nora Drew Gregory, una devota defensora de las bibliotecas públicas y educadora durante toda su vida. También era hermana del Dr. Charles Drew, un reputado médico, cirujano e investigador afroamericano que mejoró los métodos de almacenamiento de la sangre y utilizó sus profundos conocimientos para establecer extensos bancos de sangre a principios de la Segunda Guerra Mundial, salvando miles de vidas aliadas. James Monroe Gregory era educador y bisabuelo de Gregory. Según la tradición familiar, tiene un antepasado nacido en Madagascar.
Gregory se crio en Washington D. C. y se graduó de Anacostia High School . Asistió a la Academia de la Fuerza Aérea de los Estados Unidos luego de ser nominado por Adam Clayton Powell Jr .; allí recibió su comisión de la Fuerza Aérea y una licenciatura en ingeniería militar.

## Carrera militar
Después de graduarse de la Academia de la Fuerza Aérea, Gregory obtuvo sus alas después de la escuela de helicópteros, voló en Vietnam, hizo la transición a aviones de combate, asistió a la Escuela de Pilotos de Pruebas de la Armada y luego realizó pruebas como piloto de pruebas de ingeniería tanto para la Fuerza Aérea como para la NASA. También recibió una maestría en sistemas de información de la Universidad George Washington .
Durante su tiempo en la Fuerza Aérea, Gregory registró aproximadamente 7000 horas en más de 50 tipos de aviones como helicóptero, caza y piloto de pruebas. Voló 550 misiones de rescate de combate en Vietnam.

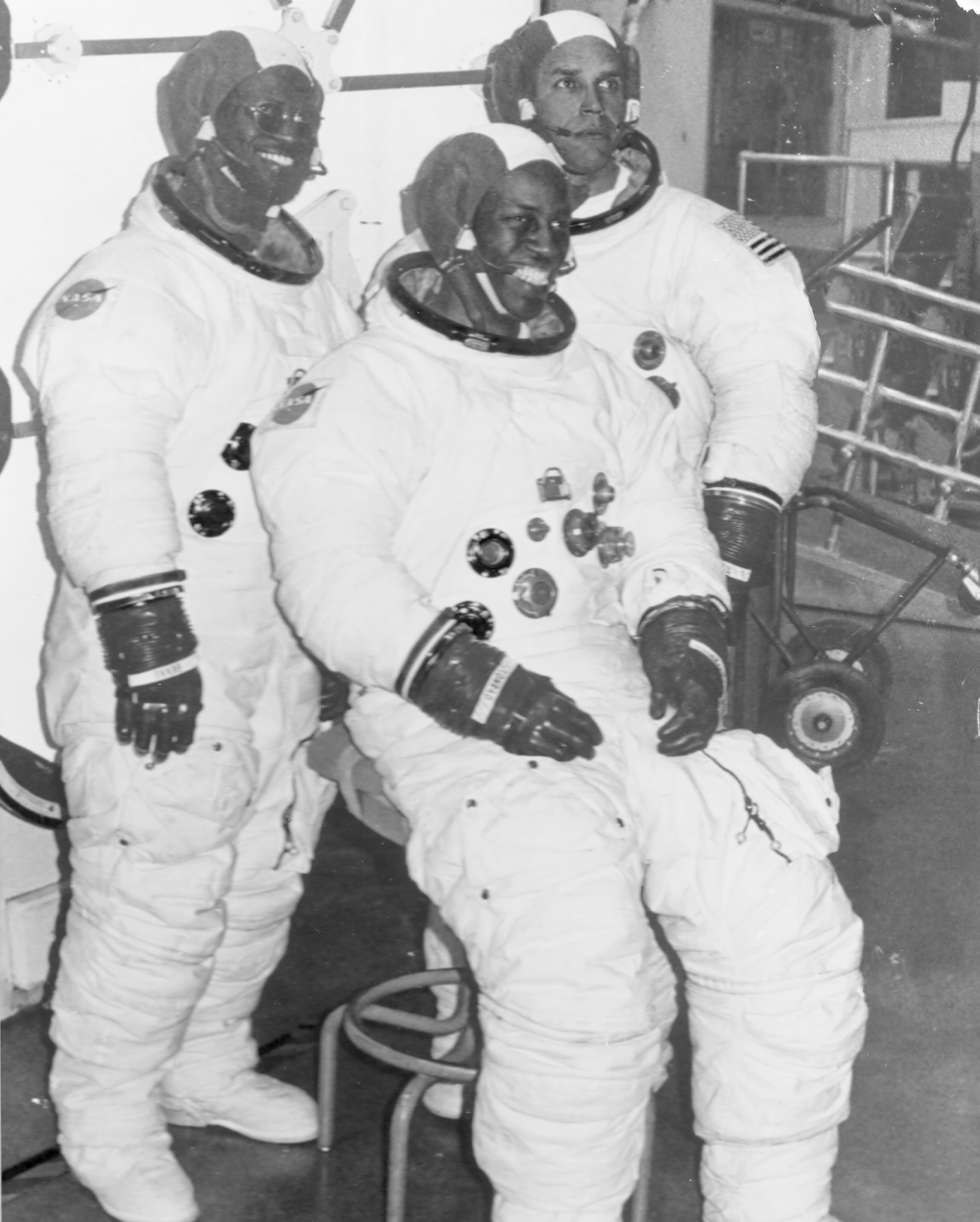
Los candidatos a astronautas Ron McNair, Guy Bluford y Fred Gregory vistiendo trajes espaciales Apolo, mayo de 1978

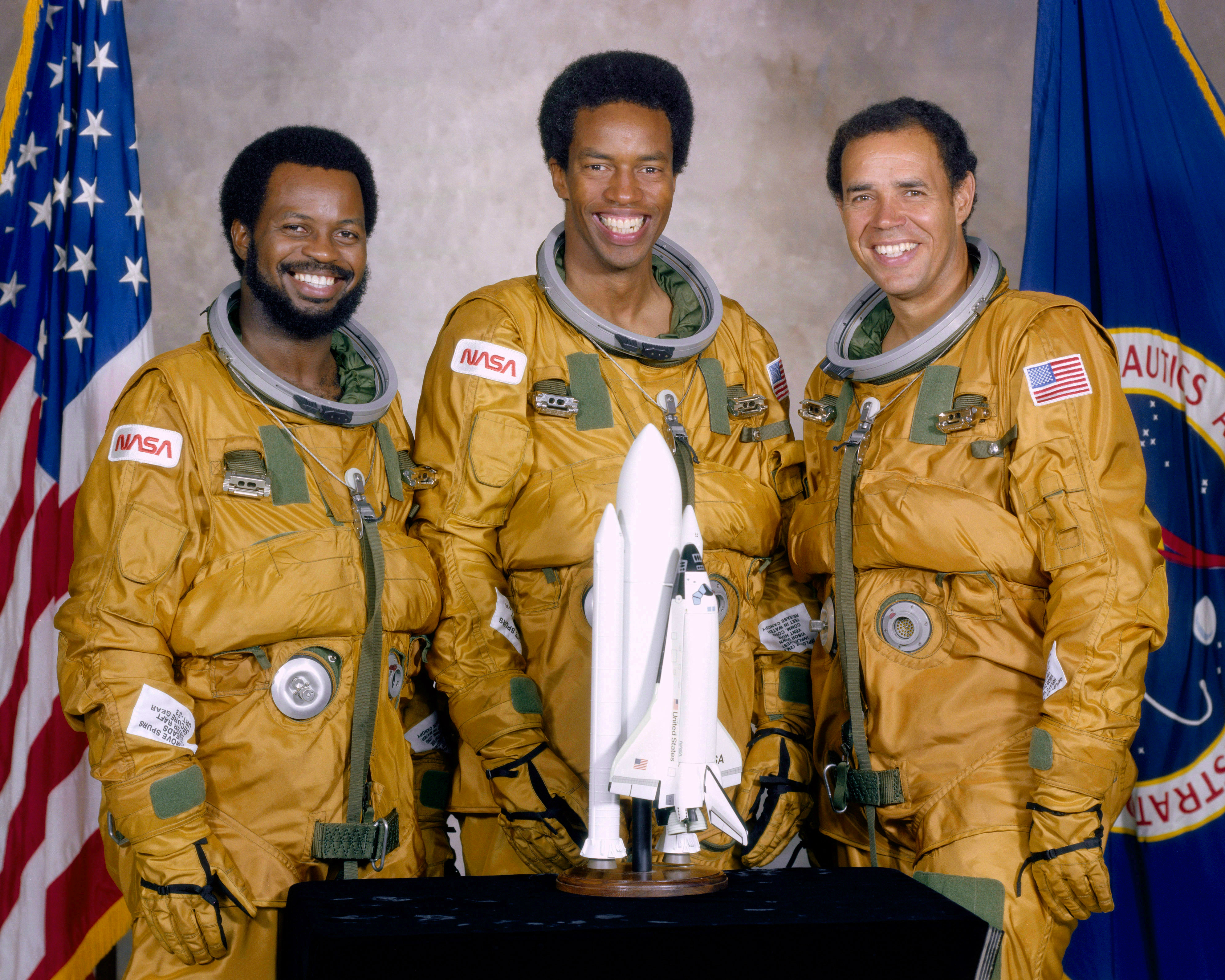
Ronald McNair, Guy Bluford y Fred Gregory de la clase de 1978 fueron los primeros tres afroamericanos en ir al espacio.

Gregory fue seleccionado como astronauta en enero de 1978. Sus asignaciones técnicas incluyeron: representante de la Oficina de Astronautas en el Centro Espacial Kennedy durante la verificación inicial del Orbiter y soporte de lanzamiento para STS-1 y STS-2⁣; Administrador de archivos de datos de vuelo; comunicador principal de la nave espacial ( CAPCOM ); Jefe, Seguridad Operacional, Sede de la NASA, Washington D. C.; Jefe, Entrenamiento de Astronautas; y miembro de la Junta de Control de Configuración del Orbitador y de la Junta de Control del Programa del Transbordador Espacial. En particular, fue uno de los CAPCOM durante el desastre del transbordador espacial Challenger. Veterano de tres misiones del Transbordador, ha registrado unas 456 horas en el espacio. Se desempeñó como piloto en STS-51B (del 29 de abril al 6 de mayo de 1985) y fue el comandante de la nave espacial en el STS-33 (del 22 al 27 de noviembre de 1989) y del STS-44 (del 24 de noviembre al 1 de diciembre de 1991).

### administración de la NASA

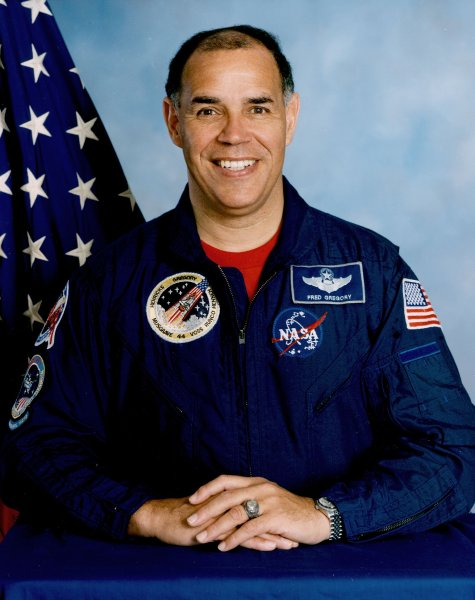
Durante su tiempo en la NASA

Gregory se desempeñó en la sede de la NASA como Administrador Asociado de la Oficina de Seguridad y Garantía de la Misión (1992–2001) y fue Administrador Asociado de la Oficina de Vuelos Espaciales (2001–2002). El 12 de agosto de 2002, el Sr. Gregory prestó juramento como administrador adjunto de la NASA. En ese cargo, fue responsable ante el Administrador de proporcionar liderazgo general, planificación y dirección de políticas para la Agencia. El Administrador Adjunto realiza las funciones y ejerce los poderes delegados por el Administrador, asiste al Administrador en la toma de decisiones finales de la Agencia y actúa en nombre del Administrador en su ausencia, realizando todas las funciones necesarias para gobernar las operaciones de la NASA y ejercer los poderes conferidos a la Agencia por ley. El Administrador Adjunto articula la visión de la Agencia y representa a la NASA ante la Oficina Ejecutiva del Presidente, el Congreso, los jefes de agencias gubernamentales federales y otras agencias gubernamentales apropiadas, organizaciones internacionales y organizaciones y comunidades externas.  Desde la partida de Sean O'Keefe el 20 de febrero de 2005 hasta el juramento de Michael D. Griffin el 14 de abril de 2005, fue el administrador interino de la NASA. Retornó al cargo de Subadministrador y el 9 de septiembre de 2005 presentó su renuncia. Fue reemplazado el 29 de noviembre de 2005 por Shana Dale.

## Vida personal
Gregory estuvo casado con la ex Barbara Archer de Washington D. C. hasta su muerte en 2008. Tuvieron dos hijos adultos. Frederick, D. Jr., funcionario público que trabaja en la oficina del Estado Mayor Conjunto (DOD) y graduado de la Universidad de Stanford y la Universidad de Florida. Heather Lynn es trabajadora social y se graduó de Sweet Briar College y de la Universidad de Maryland. Ahora está casado con la ex Annette Becke de Washington D. C. y juntos tienen tres hijos y seis nietos. Sus intereses recreativos incluyen la lectura, la navegación, el senderismo, el buceo, el ciclismo y los viajes.

## Educación
- 1958: Graduado de Anacostia High School, Washington D. C.[12]
- 1964: Recibió una licenciatura en Ciencias de la Academia de la Fuerza Aérea de los Estados Unidos[12]
- 1977: Recibió una maestría en sistemas de información de la Universidad George Washington

## honores especiales
Gregory tiene los siguientes honores y premios:
- Legión al Mérito de la Fuerza Aérea
- Medalla al Servicio Superior de Defensa
- Cruz de Vuelo Distinguido – 3
- Medalla al Servicio Meritorio de la Defensa
- Medalla al Servicio Meritorio de la Fuerza Aérea
- Medalla de aire - 16
- Medalla de elogio de la Fuerza Aérea
- Medalla de Servicio Distinguido de la NASA - 2
- Medalla de vuelo espacial de la NASA - 3
- Premio al Liderazgo Sobresaliente de la NASA - 2
- Medalla de Inteligencia Nacional
- Salón de la fama de los astronautas
- Premio al científico distinguido de la Sociedad Nacional de Ingenieros Negros[14]
- Designado "Becario Ira Eaker" por la Asociación de la Fuerza Aérea
- Premio al rango presidencial
- Graduado distinguido de la Academia de la Fuerza Aérea de los Estados Unidos[15]
- Graduado Distinguido de la Universidad George Washington
- Salón de la Fama de la Escuela Secundaria Anacostia
- Doctorados honorarios de: Universidad del Distrito de Columbia, Universidad Southwestern, Facultad de Aeronáutica
- Medalla del presidente de la Universidad de Medicina y Ciencias Charles R. Drew
- El Centro de Educación y Capacitación Consolidado de la Academia de la Fuerza Aérea de los Estados Unidos pasó a llamarse "Gregory Hall" en septiembre de 2021 en honor a Frederick Gregory